# Ausonius
Decimus Magnus Ausonius (310 Burdigala (nyní Bordeaux) – 395 Burdigala), byl římský básník.
Ausonius vystudoval právo, rétoriku a gramatiku. Působil jako obhájce a později jako učitel gramatiky. Roku 365 byl povolán císařem Valentinianem I., aby vychovával jeho syna Gratiana. Gratianus mu roku 379 udělil konzulát.

## Dílo
Zachovalo se od něj značné množství epigramů, poetické listy a idylie.
- Parentalia, básně za zemřelé příbuzné.
- Mosella, popis cesty údolím Moselly.

česky
- Ausonius, Poslední legrace: (výbor z básnického díla). Přel. Martin C. Putna, Karel Šiktanc, Martin Bažil a Rudolf Neuhöfer. Praha 2019

## Citáty
"Druhým odpouštěj mnoho, sobě však nic."

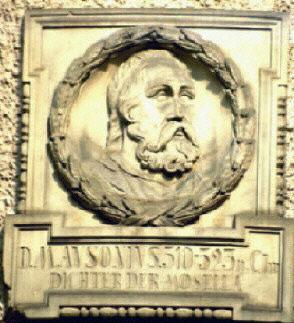
Ausonius.